# Stefano Calzetta
Stefano Calzetta (Palermo, 1º giugno 1939 – Palermo, 15 febbraio 1992) è stato un mafioso e collaboratore di giustizia italiano.
Fu uno dei collaboratori di giustizia protagonisti del primo maxiprocesso a Cosa nostra e fu fra i primi a raccontare agli investigatori la Seconda guerra di mafia.

## Biografia
Nel 1982 Calzetta andò in un pronto soccorso di Palermo dicendo di essere stato avvelenato e iniziò a collaborare con la giustizia, ascoltato dal vicequestore Ninni Cassarà e poi dai sostituti procuratori Vincenzo Geraci ed Alberto Di Pisa. Finì così anche accusato di fare parte di Cosa nostra. Da pentito diventò decisivo nella ricostruzione degli omicidi ordinati da Filippo Marchese.
Partecipò al maxiprocesso sia in veste di collaboratore di giustizia che in quella di imputato, ma fu assolto dall'accusa di associazione per delinquere di tipo mafioso e subito dopo la sentenza tornò in libertà, rimanendo però in una località segreta. 
Dopo essersi visto bruciare la fabbrica del fratello e per timore di essere ucciso o di vendette trasversali, a partire dal gennaio 1990 iniziò a fingersi pazzo alle udienze processuali e cominciò a dormire nel giardino pubblico che si trova davanti alla questura di Palermo, cacciato di casa dai propri famigliari da qualche tempo.
Morì il 15 febbraio 1992, all'età di 52 anni a seguito di un tumore al fegato.